# Jeanne Dandoy
Pour les articles homonymes, voir Dandoy.
Jeanne Dandoy (née le 1er novembre 1974 à Namur) est une actrice et metteur en scène belge. Elle a aussi pratiqué le doublage

## Filmographie
- 2009 : Week-end de Romain Graf  (court métrage) : Kristin
- 2011 : Rundskop de Michaël R. Roskam : Lucia Schepers
- 2014 : Yves Saint Laurent de Jalil Lespert : journaliste de Elle
- 2015 : Les Oiseaux de passage d'Olivier Ringer
- 2016 : Ennemi public : Lana

## Doublage

### Télévision

#### Séries d'animation
- 2010-2012 : Kick Kasskoo : Jackie